# سانتا کروچه کامرینا
سانتا کروچه کامرینا (به ایتالیایی: Santa Croce Camerina) یک کومونه در ایتالیا است که در استان راگوسا واقع شده‌است. سانتا کروچه کامرینا ۴۰٫۷۶ کیلومتر مربع مساحت و ۹٬۶۹۰ نفر جمعیت دارد و ۸۷ متر بالاتر از سطح دریا واقع شده‌است.